# Tribe of Judah
Tribe of Judah war ein 2001 von Extreme-Sänger Gary Cherone nach seinem Weggang von Van Halen gegründetes Bandprojekt.

## Geschichte

### Gründung
Zur Gruppe gehörten neben Cherone die ehemaligen Extreme-Mitglieder Mike Mangini (Schlagzeug) und Pat Badger (Bass), außerdem der Gitarrist Leo Mellace und Keyboarder Steve Ferlazzo. Die Band spielte mehrere Konzerte in der Umgebung von Boston und veröffentlichte 2002 das Album Exit Elvis.

### AlbumExit Elvis
Das 2002 veröffentlichte Album Exit Elvis mit elf Titeln wurde von Mike Pietrini, Steve Ferlazzo und Steve Catizone produziert und erschien bei Spitfire Records. Der Sound ist eine Mischung aus Alternative Rock und Electronica, und zumindest ein Titel, nämlich Left for Dead, war für das Nachfolgealbum von Van Halen III vorgesehen, bevor Cherone die Band verlassen musste. Das Cover von Exit Elvis zeigte Cherone, der in einer dreiteiligen Fotofolge in den Lauf einer Pistole blickt und diese schließlich wie zum Selbstmord unter sein Kinn drückt. 
Als Single wurde Thanks for Nothing veröffentlicht und ein Video dazu produziert.
Trotz positiver Kritiken, in denen der moderne Sound auch als eine Mischung aus Nine Inch Nails und Funk beschrieben wurde, gelang es der Gruppe nicht, das Album erfolgreich zu vermarkten, sodass es kommerziell unterging. Dennoch wurde es 2006, vier Jahre nach seiner Erstveröffentlichung, auch als Downloadversion auf den Markt gebracht.